# Jean-Nicolas Baudier
Jean-Nicolas Baudier est un homme politique français né le 24 mars 1766 à Aix-en-Provence (Bouches-du-Rhône) et mort le 16 février 1847 à Morlaix (Finistère).

## Biographie
Entré dans l'administration sous le Premier Empire, il est sous-préfet de Châteaulin, puis se ralliant à la Restauration, devient sous-préfet de Barcelonnette en 1820. Il est député du Finistère en 1815, pendant les Cent-Jours.

## Sources